# Schloss Montreuil-Bellay

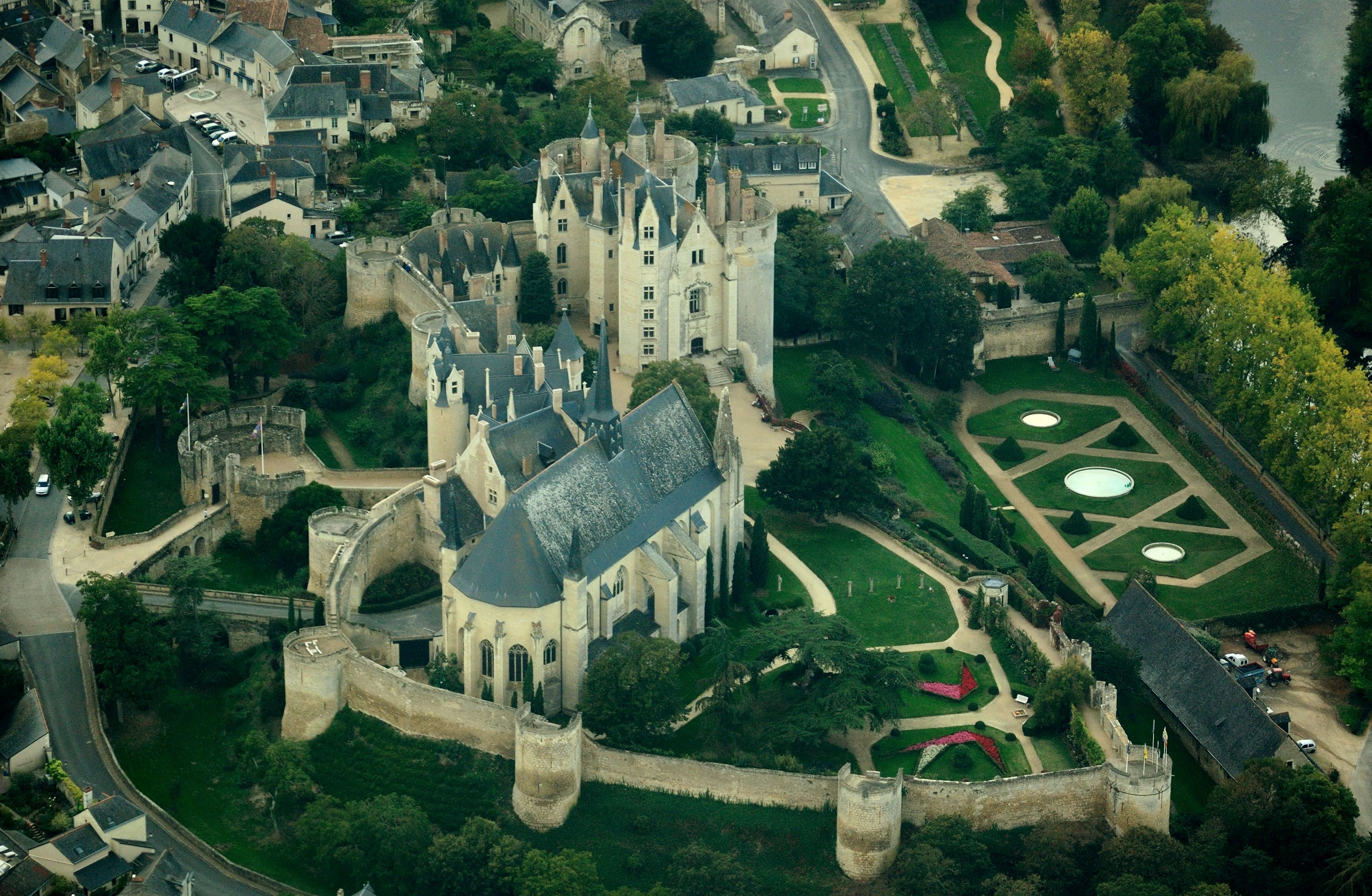
Luftbild der Schlossanlage

Das Schloss Montreuil-Bellay liegt in der französischen Stadt Montreuil-Bellay am Fluss Thouet im Département Maine-et-Loire. Schon die Römer wussten die strategisch günstige Lage auf dem Bergrücken zu schätzen und gründeten hier ein Oppidum.

## Mittelalterliche Gründung

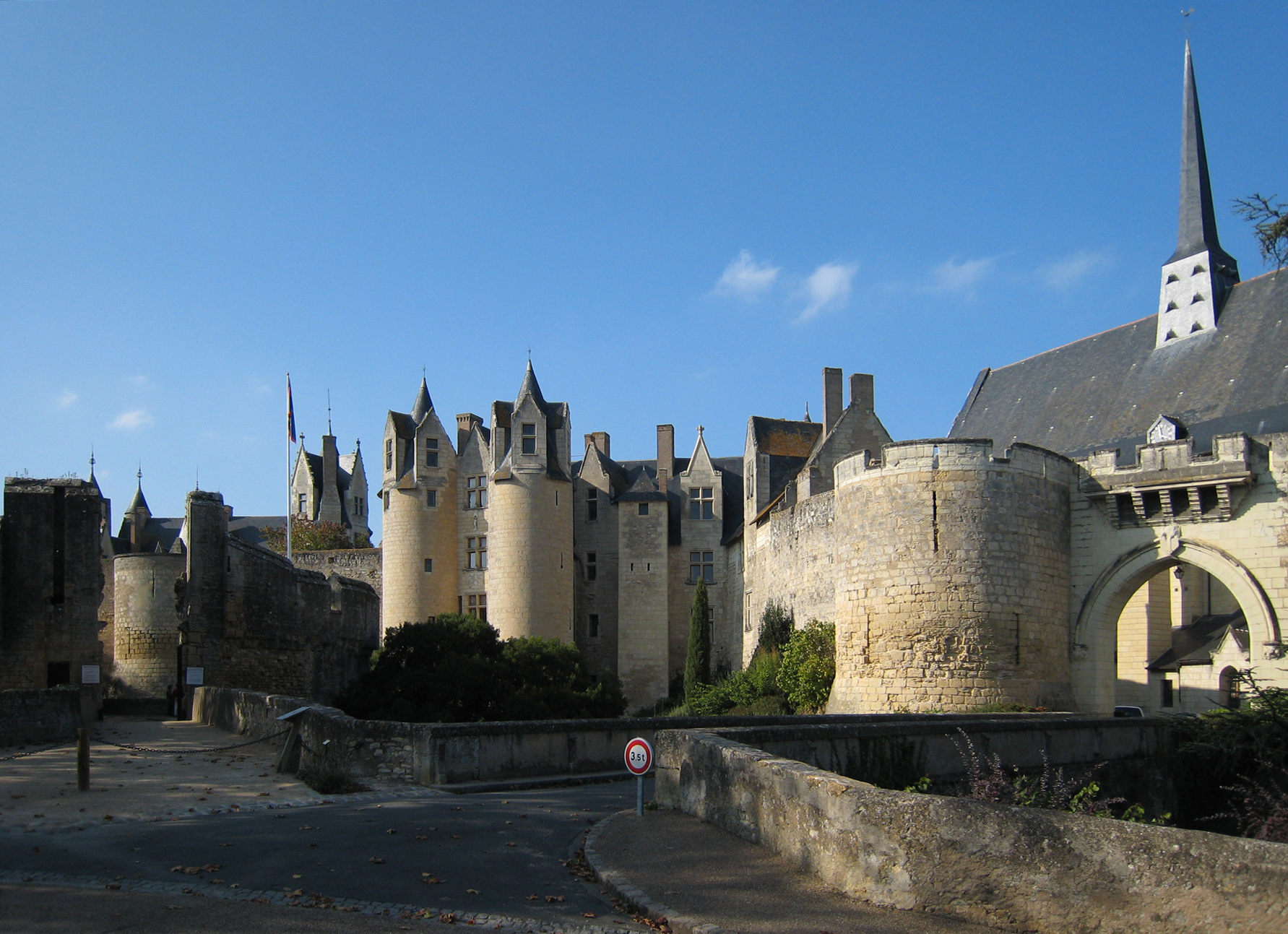
Zugänge zum Schloss und zur Stiftskirche

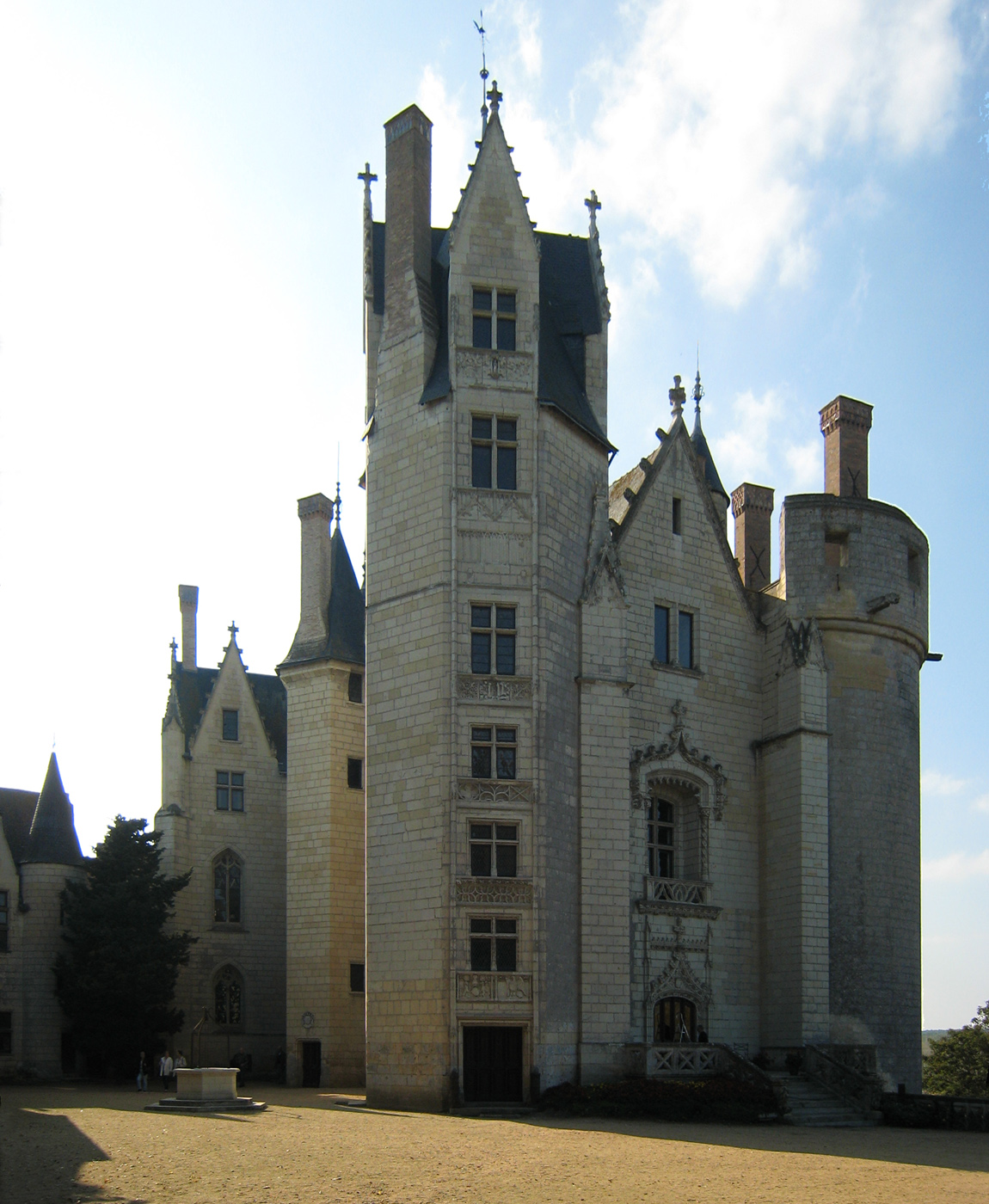
Neues Schloss

Wie viele andere Loireschlösser, so geht auch Montreuil-Bellay auf eine im 11. Jahrhundert von Fulco Nerra, Graf von Anjou, errichtete Burg zurück. Um 1025 schenkte er die Burg seinem Vasallen Giraud Berlay (auch als Bellay geläufig). Agnes, die letzte Tochter, die aus dem Geschlecht von Bellay hervorgegangen war, ehelichte im Jahre 1217 Guillaume de Melun. Diese Dynastie sollte zwei Jahrhunderte lang in Montreuil ansässig sein.
Der Hundertjährige Krieg brachte Plünderungen, Hungersnot und Raub und verwüstete das Land. Guillaume IV. de Melun, Graf von Tancarville, Oberstallmeister Frankreichs und Erbkämmerer, begann mit dem Bau der Festungswälle der Stadt. Um das Schloss ließ er eine hohe, massive Umfassungsmauer mit 13 Türmen und einem stark befestigten Eingangsbau errichten. Ein enges, von mächtigen Rundtürmen flankiertes und ursprünglich durch Barbakane und Zugbrücke gesichertes Portal war der einzige Zugang. Gräben, Türme und Eingangsbau vermitteln von außen auch heute noch das eindrucksvolle Bild einer Burg des Mittelalters.

## Renaissance hält Einzug
Marguerite de Melun, die einzige Tochter Guillaumes IV. de Melun-Tancarville, der mitten im Hundertjährigen Krieg gefallen war, ehelichte 1417 Jacques II. d’Harcourt. Diese Familie gab der Anlage in der Zeit bis 1488, als das Geschlecht erlosch, ihr heutiges Gepräge, vor allem durch den Bau des Neuen Schlosses. Ihre Umbauten sind charakteristisch für die Renaissance der zweiten Hälfte des 15. Jahrhunderts, die noch völlig von der Gotik geprägt war. Hoch aufgeschossen beherrscht das Neue Schloss mit seinem repräsentativen großen Treppenturm das Flusstal.
Die baufällige Kapelle des Schlosses musste einer eleganten Stiftskirche weichen. Die Stiftsherren waren in einem extra für sie erbauten, geschlossenen Ensemble von vier einander ähnlichen Herrenhäusern untergebracht. Als Besonderheit von Schloss Montreuil-Bellay befinden sich in diesem Wohntrakt Badestuben, die mit dem Wappen von Harcourt geschmückt sind. Die Vergrößerung des Alten Schlosses zur heutigen Kleinen Burg fällt in dieselbe Zeit. Schließlich wurde noch die alte Küche der Festung ausgebaut.

## Wechselvolle Neuzeit
In der Zeit der französischen Religionskriege wurde die Stadt Montreuil-Bellay ausgeraubt und niedergebrannt, während die Festung nur wenige Schäden erlitt. Danach wechselte das Schloss mehrere Male den Besitzer; durch Heirat kam es dabei auch an die Familie Cossé-Brissac. Während der Französischen Revolution diente die Burg als Gefängnis für Frauen aus royalistischen Kreisen.
1822 erwarb der Geschäftsmann Adrien Niveleau aus Saumur das Anwesen, um es aufzuteilen und zu vermieten. 1860 übernahm Niveleaus Tochter den Besitz und begann mit der großangelegten Restauration der Anlage, wozu auch die Erneuerung einiger Räume gehörte. Die heutigen Eigentümer sind Nachkommen des Neffen ihres Ehemannes.